# جايسون باريت
جايسون باريت (بالإنجليزية: Jason Barrett)‏ هو سياسي أمريكي، ولد في 16 يوليو 1982 في مرتينسبورغ في الولايات المتحدة. حزبياً، نشط في الحزب الديمقراطي.

## وصلات خارجية
- الموقع الرسمي